# Diga di Bekhme
La diga di Bekhme (in curdo Bendava Bêxme‎) è una diga del Kurdistan iracheno, non finita, sul fiume Grande Zab a 60 km a nord della città di Erbil. La costruzione è interrotta e non è prevista alcuna ripresa .
Completata, questa diga sarebbe la più grande dell'Iraq. L'impatto di questa diga è contestato.

## Storia
L'ideazione e la progettazione di questa diga risale agli anni 1950. Gli studi preliminari furono condotti dalla Harza Engineering Co., mentre la sua realizzazione fu affidata a un consorzio turco-jugoslavo formato dalle aziende ENKA e Hydrogradinya.
La sua costruzione è stata molto altalenante: iniziata nel 1979 e arrestata in un primo momento durante la guerra Iran-Iraq scoppiata nel 1980, fu ripresa alla fine di questo conflitto, nel 1988, ma solo due anni dopo (1990) i lavori furono di nuovo interrotti a causa della guerra del Golfo.
Non si hanno previsioni per una eventuale ripresa dei lavori. Nel luglio 2007 il governo regionale del Kurdistan si dimostrò interessato a riprendere i lavori di costruzione della diga per far fronte alle emergenze idriche del paese . Tuttavia, il governo centrale iracheno espresse il timore che la diga avrebbe peggiorato la già eccessiva scarsità d'acqua nei territori a valle.
Il costo finale dell'intera opera si stima essere attorno ai 2,6 miliardi di dollari statunitensi.